# Arganchy
Arganchy é uma comuna francesa na região administrativa da Normandia, no departamento Calvados. Estende-se por uma área de 7,03 km². Em 2010 a comuna tinha 226 habitantes (densidade: 32,1 hab./km²).